# Bezirksgemeinde Madona
Die Bezirksgemeinde Madona (lettisch Madonas novads) – wie alle Novadi Lettlands in rechtlichem Sinne eine Großgemeinde – liegt im Osten Lettlands. Ihr Verwaltungssitz ist in Madona.
Die Bezirksgemeinde entstand im Rahmen einer Verwaltungsreform zum 1. Juli 2021 durch den Zusammenschluss des alten Bezirks Madona mit den Bezirken Cesvaine, Ērgļi und Lubāna, sodass sie dem Kreis Madona entsprach, der bis 2009 Bestand hatte, abzüglich der Bezirksgemeinde Varakļāni.
Im Juni 2024 beschloss die Saeima, dass die Bezirksgemeinde Varakļāni in die Bezirksgemeinde Madona eingegliedert werden sollte, und die Kommunalwahl 2025 wurde innerhalb der neuen Grenzen abgehalten. Zum 1. Juli 2025 wurde die Bezirksgemeinde Varakļāni eingegliedert, sodass die Bezirksgemeinde Madona wieder dem alten Kreis Madona entspricht. 

## Geografie
Das Gebiet grenzt im Nordwesten an die Bezirksgemeinde Cēsis, im Nordosten an die Bezirksgemeinde Gulbene, im Osten an die Bezirksgemeinden Balvi und Rēzekne, im Süden an die Bezirksgemeinden Preiļi und Jēkabpils, im Südwesten an die Bezirksgemeinde Aizkraukle und im Westen an die Bezirksgemeinde Ogre.
An der Ostgrenze der Bezirksgemeinde liegt der Lubān-See, Lettlands größter See. Von dort fließt die Aiviekste quer durch den Südosten der Bezirksgemeinde. Im Nordwesten ist die Ogre der wichtigste Fluss. Mit dem rund 312 Meter hohen Gaiziņkalns liegt Lettlands höchster Berg innerhalb der Bezirksgemeinde auf dem Gebiet der Gemeinde Bērzaune westlich von Madona.

## Gliederung
Die Bezirksgemeinde umfasst die 4 Städte (pilsētas) Cesvaine, Lubāna, Madona und Varakļāni sowie 21 Gemeinden (pagasti):
| - Arona - Barkava - Bērzaune - Cesvaine (Land) - Dzelzava - Ērgļi - Indrāni | - Jumurda - Kalsnava - Lazdona - Liezēre - Ļaudona - Mārciena - Mētriena | - Murmastiene - Ošupe - Prauliena - Sarkaņi - Sausnēja - Varakļāni (Land) - Vestiena |

## Verkehr
Durch die Bezirksgemeinde verläuft die A12 von Jēkabpils nach Zilupe an der Grenze zu Russland und etwas südlich der Grenze die A6 von Riga nach Pāternieki an der Grenze zu Belarus. Die Bahnstrecke von Pļaviņas nach Gulbene durchquert das Gebiet mit Bahnhöfen in Jaunkalsnava, Madona und Cesvaine, die Bahnstrecke von Jēkabpils nach Zilupe und weiter nach Russland hat hier einen Halt in Stirniene. 

## Nachweise
1. ↑  Varakļāni, Madona municipalities merge. In: Latvijas Sabiedriskie Mediji. 14. Juli 2024, abgerufen am 20. Januar 2025 (englisch).
2. ↑  Law on Administrative Territories and Populated Areas. likumi.lt, abgerufen am 16. September 2021.